# کیست ستونی پوستی
کیست‌های ستونی جلدی به انگلیسی: Cutaneous columnar cysts، گروهی از بیماری‌های پوستی با کیست‌های مختلف هستند که توسط اپیتلیوم ستونی پوشانده شده‌اند. انواع کیست‌های موجود در این گروه عبارتند از:
- کیست برونکوژنیک
- کیست برانکیال
- کیست مجرای تیروگلوسال
- کیست مژه‌دار جلدی
- کیست رافه میانه